# Awasthiella
Awasthiella — рід грибів родини Verrucariaceae. Назва вперше опублікована 1980 року.

## Класифікація
До роду Awasthiella відносять 1 вид:
- Awasthiella indica